# هانك ويتني
هانك ويتني (بالإنجليزية: Hank Whitney)‏ مواليد 28 أبريل 1939 في بروكلين، هو لاعب كرة سلة أمريكي معتزل. بدأ مسيرته الاحترافية في سنة 1961. تم اختياره من قبل فريق فيلادلفيا سفنتي سيكسرز خلال الدرافت. يبلغ طوله 6 قدم 7 بوصة (2.0 م). اعتزل اللعب في 1973. لعب مع بروكلين نتس وكارولاينا كوغارز.

## روابط خارجية
- هانك ويتني على موقع سبورتس رفرنس (الإنجليزية)
- هانك ويتني على موقع كلية كرة السلة في سبورتس رفرنس.كوم (الإنجليزية)
- هانك ويتني على موقع ريلجم (الإنجليزية)
- هانك ويتني على موقع بروبوليرز (الإنجليزية)